# ToBoS-FP

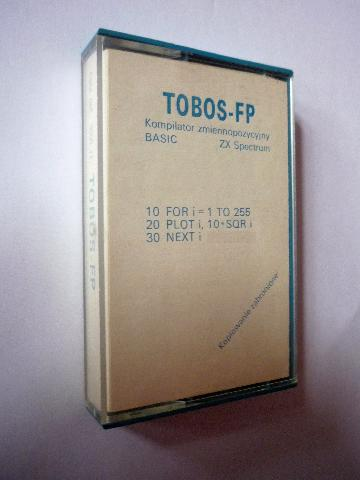
ToBoS-FP na kasecie kompaktowej

ToBoS-FP – kompilator zmiennoprzecinkowy dla języka Sinclair BASIC ZX Spectrum. Nazwa pochodzi od słów: Toruń, Jerzy Borkowski, Wojciech Skaba, floating point. Kompilator pojawił się na rynku w Polsce w 1986 r. Użycie kompilatora umożliwia znaczne (nawet 20-krotne) skrócenie czasu wykonywania programów napisanych w Basicu, które normalnie są wykonywane przez interpreter. Efekt ten osiągnięto dzięki zastosowaniu własnej biblioteki funkcji zmiennoprzecinkowych i graficznych, zamiast używania bibliotek wbudowanych ZX Spectrum. W wydanym w 1992 r. niezależnym opracowaniu, ToBoS-FP został nazwany najbardziej popularnym ze wszystkich znanych kompilatorów Basica dla ZX Spectrum. W 2006 r. nadal był uważany za najlepszy kompilator BASIC-a na ZX Spectrum.

## Tło historyczne
ZX Spectrum posiada fabrycznie wbudowany edytor Sinclair BASIC-a oraz jego interpreter, który umożliwia natychmiastowe wykonywanie programów bez ich uprzedniej kompilacji, a także bez zużywania pamięci na skompilowany kod. Odbywa to się, jednakże, kosztem prędkości wykonywania programu. Stąd też na rynku pojawiło się wiele kompilatorów stało- i zmiennoprzecinkowych (np.: HiSoft Basic, HiSoft Colt, Softek IS/FP, MCoder, ZIP Compiler, Boriel ZX Basic, Blast). Sinclair BASIC pozwala jednak na konstrukcje programistyczne, które są bardzo trudne lub wręcz niemożliwe do kompilacji (np.: GO TO do numeru linii będącego wyrażeniem obliczanym w trakcie wykonywania programu). Stąd też istotnym problemem jest kwestia kompatybilności pomiędzy interpreterem a kompilatorem.

## Rozwój projektu
Kompilator został napisany w asemblerze Z80. Istnieją dwie główne przyczyny skrócenia czasu wykonywania skompilowanego kodu:
- Zamiana kodu źródłowego na bezpośredni kod nizany (ang. direct threaded code), co zwalnia procesor z konieczności ciągłego tłumaczenia instrukcji kodu BASIC-a na odpowiednie wywołania podprogramów[6]
- Użycie przez kompilator własnych podprogramów obliczających funkcje arytmetyczne i graficzne, zwłaszcza w częściach krytycznych ze względów czasowych

W celu osiągnięcia znaczącego przyśpieszenia, został zastosowany skrócony format zmiennoprzecinkowy, zbliżony do IEEE 754, a składający się z 1-bajtowego wykładnika (cechy) i 3-bajtowej mantysy (daje to efektywnie 7-cyfrową dokładność w systemie dziesiętnym). Oryginalny format Sinclair BASIC-a wykorzystuje 1-bajtową cechę i 4-bajtową mantysę. Wszystkie funkcje arytmetyki zmiennoprzecinkowej zostały przepisane, w tym podstawowe operacje matematyczne takie jak dodawanie, mnożenie, dzielenie, oraz funkcje takie jak pierwiastek kwadratowy, logarytm, eksponent. Nietypowy algorytm został zastosowany do obliczania funkcji trygonometrycznych. Funkcje graficzne takie jak kreślenie linii czy okręgu również zostały napisane od podstaw.

## Wersje kompilatora

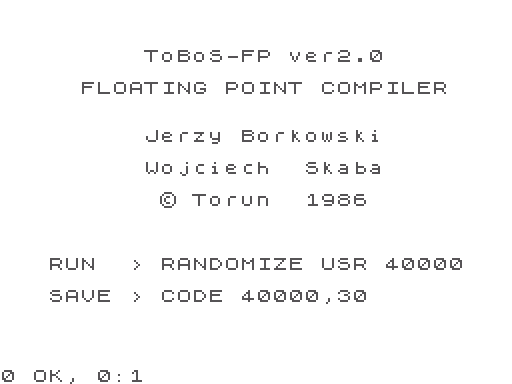
ToBoS-FP zrzut ekranu po udanej kompilacji

Najbardziej rozpowszechniona wersja ToBoS-FP (ver. 2.0) została wypuszczona na rynek na kasecie magnetofonowej w Polsce w maju 1986 r. Po załadowaniu do pamięci, kompilator uruchamiało się wywołaniem USR 53100. Wcześniejsze niestabilne wersje, oznaczone 1.0, 1.1, 1.2, a uruchamiane wywołaniem USR 53500, nie były szerzej rozpowszechnione.
W czerwcu 1987 r. została wypuszczona udoskonalona wersja kompilatora pod nazwą ToBoS-DYD (przy współpracy Tadeusza Golonki), rozpowszechniana na dyskietkach 5 1⁄4 cala i zaadaptowana na klona ZX Spectrum Elwro 800 Junior. W porównaniu do wersji 2.0, niektóre funkcje zostały zoptymalizowane oraz dodano rozszerzenia Elwro 800 Junior.

## Rozpowszechnienie
Chociaż ok. 2000 kopii zostało sprzedanych w Polsce, ToBoS-FP zasadniczo rozpowszechnił się na świecie jako program darmowy. ToBoS-FP pojawił się na rynku zdecydowanie za późno, gdy zainteresowanie ZX Spectrum znacznie już spadło. Najbardziej popularny był w Polsce i innych krajach Europy Wschodniej, gdzie ZX Spectrum i jego klony były w powszechnym użyciu do połowy lat 1990. Szczególne uznanie znalazł wśród użytkowników gier napisanych w Sinclar BASIC-u, ze względu na możliwość znacznego ich przyśpieszenia.